# Analyse vectorielle
L'analyse vectorielle est une branche des mathématiques qui étudie les champs de scalaires et de vecteurs suffisamment réguliers des espaces euclidiens, c'est-à-dire les applications différentiables d'un ouvert d'un espace euclidien E à valeurs respectivement dans {\displaystyle \mathbb {R} } et dans E. Du point de vue du mathématicien, l'analyse vectorielle est donc une branche de la géométrie différentielle. Cette dernière inclut l'analyse tensorielle qui apporte des outils plus puissants et une analyse plus concise entre autres des champs de vecteurs.
Mais l'importance de l'analyse vectorielle provient de son utilisation intensive en physique et dans les sciences de l'ingénieur. C'est de ce point de vue qu'elle sera présentée dans l'article, et c'est pourquoi elle sera le plus souvent limitée au cas où {\displaystyle E=\mathbb {R} ^{3}} est l'espace usuel à trois dimensions. Dans ce cadre, un champ de vecteurs associe à chaque point de l'espace un vecteur (à trois composantes réelles), tandis qu'un champ de scalaires y associe un réel. Par exemple, dans le cas de l'eau d'un lac, la donnée de sa température en chaque point forme un champ de scalaires, et celle de sa vitesse en chaque point, un champ de vecteurs (pour une approche plus théorique, voir Géométrie différentielle).
Le calcul vectoriel et l'analyse vectorielle furent développés à la fin du XIXe siècle par J. Willard Gibbs et Oliver Heaviside à partir de la théorie des quaternions (due à Hamilton) ; la plupart des notations et de la terminologie furent établies par Gibbs et Edwin Bidwell Wilson dans leur livre de 1901, Vector Analysis (Analyse vectorielle).

## Principaux opérateurs différentiels linéaires
Le gradient, la divergence et le rotationnel sont les trois principaux opérateurs différentiels linéaires du premier ordre. Cela signifie qu'ils ne font intervenir que des dérivées partielles (ou différentielles) premières des champs, à la différence, par exemple, du laplacien qui fait intervenir des dérivées partielles du second ordre.
On les rencontre en particulier :
- en mécanique des fluides (équations de Navier-Stokes) ;
- en électromagnétisme, où ils permettent d'exprimer les propriétés du champ électromagnétique. La formulation moderne des équations de Maxwell utilise ces opérateurs ;
- dans toute la physique mathématique (propagation, diffusion, résistance des matériaux…).

### Opérateur formelnabla
L'opérateur nabla {\displaystyle \nabla } tire son nom d'une lyre antique qui avait la même forme de triangle pointant vers le bas. Il s'agit d'un opérateur formel de {\displaystyle \mathbb {R} ^{3}} défini en coordonnées cartésiennes par :
On écrit aussi {\displaystyle {\vec {\nabla }}} pour souligner que formellement, l'opérateur nabla a les caractéristiques d'un vecteur. Il ne contient certes pas de valeurs scalaires, mais on utilise ses éléments constitutifs (que l'on peut voir comme des opérations en attente d'argument — des opérateurs différentiels) très exactement comme on aurait utilisé les valeurs scalaires composant un vecteur.
La notation nabla fournit un moyen commode pour exprimer les opérateurs vectoriels en coordonnées cartésiennes ; dans d'autres systèmes de coordonnées, elle est encore utilisable au prix de précautions supplémentaires ; pour plus de précisions, et des interprétations plus théoriques (en particulier la relation avec la dérivée covariante), voir les articles détaillés Nabla et Connexion de Koszul.

### Opérateur différentiel gradient
Le gradient est un opérateur linéaire qui s'applique à un champ de scalaires et décrit un champ de vecteurs qui représente la variation de la valeur du champ scalaire dans l'espace E considéré. Concrètement, le gradient indique la direction de la plus grande variation du champ scalaire et l'intensité de cette variation. Par exemple, sur une surface définie par l'équation réduite z = f(x,y), où {\displaystyle f:E=\mathbb {R} ^{2}\to \mathbb {R} } est une application différentiable, le gradient de l'altitude est dirigé selon la composante horizontale de la ligne de plus grande pente (montante), et sa norme augmente avec la pente.
- En mathématiques, pour un champ scalaire f différentiable, le gradient de f au point a est défini par la relation :

Pour tout vecteur h,
où df(a) (h) désigne la valeur sur le vecteur h de la différentielle de la fonction f au point a.
C'est donc la définition de l'application linéaire tangente du champ scalaire f(M) en M = a.
- On en déduit facilement[1] que :

En dimension 3, le vecteur normal en {\displaystyle a=(x_{a},y_{a},z_{a})} à la surface d'équation f(x,y,z) = C, où C est une constante, est donné par :
- Il en résulte immédiatement[2] que :

Pour tout vecteur v, la dérivée directionnelle {\displaystyle {\frac {\partial f}{\partial v}}(a)} de la fonction f suivant le vecteur v au point a est donnée par :
- En dimension 3 et coordonnées cartésiennes (en base orthonormée), le champ de gradients vérifie :

Cette relation peut servir, dans le cas particulier où elle s'applique, de définition du gradient. Elle se généralise naturellement en dimension quelconque, en ajoutant des composantes au nabla.

## Application linéaire tangente d'un champ de vecteurs
Soit M' le point translaté de M par la translation de vecteur {\displaystyle {\vec {h}}} ; alors :
{\displaystyle {\vec {F(}}M')-{\vec {F}}(M)=({\widehat {\partial {\vec {F}}}})_{M}\cdot {\vec {h}}+o(\|{\vec {h}}\|)}
définit l'opérateur linéaire noté par un chapeau pour signifier que sa représentation dans une base est une matrice carrée [3-3], application linéaire tangente du champ de vecteurs F(M).
Le déterminant de cet opérateur est le Jacobien de la transformation qui à M associe F(M).
Sa trace définira la divergence du champ de vecteurs F(M).
Cela permettra de donner du rotationnel du champ de vecteurs F(M) une définition intrinsèque.
On pourra vérifier que symboliquement : 

### Opérateur divergence
La divergence s'applique à un champ de tenseurs d'ordre n et le transforme en un champ de tenseurs d'ordre n-1. Pratiquement, la divergence d'un champ de vecteurs exprime sa tendance à fluer localement hors d'un petit volume entourant le point M où est calculée la divergence.
En dimension 3 et en coordonnées cartésiennes, si {\displaystyle {\vec {F}}} est un tenseur d'ordre 1, alors c'est un vecteur et on peut définir la divergence par la relation
où {\displaystyle {\vec {F}}=(F_{x},F_{y},F_{z})} désigne le champ de vecteurs auquel est appliqué l'opérateur divergence. La divergence peut être vue, formellement, comme le produit scalaire de l'opérateur nabla par le vecteur « générique » du champ auquel elle est appliquée, ce qui justifie la notation {\displaystyle {\vec {\nabla }}\cdot }. Bien entendu, cette définition se généralise naturellement en dimension quelconque.
La définition indépendante du choix de la base est :
Une autre définition possible, plus générale mais plus difficile à formaliser, consiste à définir la divergence d'un champ de vecteurs en un point comme le flux local du champ autour de ce point.

### Opérateur rotationnel
Le rotationnel transforme un champ de vecteurs en un autre champ de vecteurs. Plus difficile à se représenter aussi précisément que le gradient et la divergence, il exprime la tendance qu'a un champ à tourner autour d'un point : sa circulation locale sur un petit lacet entourant le point M est non nulle. Par exemple :
- dans une tornade, le vent tourne autour de l'œil du cyclone et le champ de vecteurs vitesse du vent a un rotationnel non nul autour de l'œil. Le rotationnel de ce champ de vitesse (autrement dit le champ de vorticité ou encore champ tourbillon) est d'autant plus intense que l'on est proche de l'œil ;
- le rotationnel du champ des vitesses {\displaystyle {\vec {V}}(M)={\vec {\Omega }}_{0}\wedge {\vec {OM}}} d'un solide qui tourne à vitesse constante {\displaystyle {\vec {\Omega }}_{0}} est constant, dirigé selon l'axe de rotation et orienté de telle sorte que la rotation ait lieu, par rapport à lui, dans le sens direct, et vaut simplement {\displaystyle 2{\vec {\Omega }}_{0}}.

Dans un espace à 3 dimensions et en coordonnées cartésiennes, on peut définir le rotationnel par la relation
où {\displaystyle {\vec {F}}=(F_{x},F_{y},F_{z})} désigne le champ de vecteurs auquel est appliqué l'opérateur rotationnel. L'analogie formelle avec un produit vectoriel justifie la notation {\displaystyle {\vec {\nabla }}\wedge }.
Cela peut aussi s'écrire, par abus de notation (c'est aussi une astuce mnémotechnique), à l'aide d'un déterminant :
où {\displaystyle ({\vec {i}},{\vec {j}},{\vec {k}})} désigne la base canonique. Cette dernière expression est un peu plus compliquée que la précédente, mais elle se généralise facilement à d'autres systèmes de coordonnées.
- Une définition intrinsèque (parmi d'autres) du rotationnel est la suivante :

À partir du champ {\displaystyle {\vec {F}}}, on peut construire le champ {\displaystyle {\vec {X_{0}}}\wedge {\vec {F}}} (où {\displaystyle {\vec {X_{0}}}} est un vecteur uniforme) dont la divergence est une forme linéaire de {\displaystyle {\vec {X_{0}}}} et donc exprimable par un produit scalaire {\displaystyle {\vec {K}}\cdot {\vec {X_{0}}}}, où {\displaystyle {\vec {K}}} est l'opposé du rotationnel de {\displaystyle {\vec {F}}} :
Une autre définition possible, plus générale mais plus difficile à formaliser, consiste à définir le rotationnel d'un champ de vecteurs en un point comme la circulation locale du champ autour de ce point.

## Opérateurs d'ordre supérieur

### Opérateur laplacien
Le plus utilisé des opérateurs d'ordre 2 est le laplacien, du nom du mathématicien Pierre-Simon de Laplace. Le laplacien d'un champ est égal à la somme des dérivées secondes de ce champ par rapport à chacune des variables.
En dimension 3 et en coordonnées cartésiennes, il s'écrit :
Cette définition a un sens aussi bien pour un champ de scalaires que pour un champ de vecteurs. On parle respectivement de laplacien scalaire et de laplacien vectoriel. Le laplacien scalaire d'un champ de scalaires est un champ de scalaires alors que le laplacien vectoriel d'un champ de vecteurs est un champ de vecteurs. Pour distinguer ce dernier, on le note parfois  {\displaystyle \operatorname {\vec {\Delta }} } (afin que les novices n'oublient pas qu'il s'agit de l'opérateur {\displaystyle {\overrightarrow {\mathrm {grad} }}\ \mathrm {div} -{\overrightarrow {\mathrm {rot} }}\ {\overrightarrow {\mathrm {rot} }}}) ; la notation {\displaystyle {\vec {\Delta }}} est plutôt à déconseiller.
L'autre notation du laplacien qui apparaît ci-dessus, {\displaystyle \nabla ^{2}}, invite à le considérer, formellement, comme le carré scalaire de l'opérateur nabla « {\displaystyle \nabla } ».
Le laplacien apparaît dans l'écriture de plusieurs équations aux dérivées partielles qui jouent un rôle essentiel en physique.
- La plus simple est l'équation de Laplace {\displaystyle \Delta f=0}. Ses solutions (de classe {\displaystyle {\mathcal {C}}^{2}}) sont les fonctions harmoniques, dont l'étude est appelée théorie du potentiel. Ce nom provient du potentiel électrique, dont le comportement (de même que celui d'autres potentiels en physique) est régi, sous certaines conditions, par cette équation.
- Le laplacien sert aussi à écrire :
  - l'équation de Poisson : {\displaystyle {\nabla }^{2}\varphi =f} ;
  - ou encore l'équation des cordes vibrantes : {\displaystyle {\nabla }^{2}\varphi (x,y,z,t)={\frac {1}{c^{2}}}\cdot {\frac {\partial ^{2}\varphi (x,y,z,t)}{\partial t^{2}}}}.

### Opérateur laplacien vectoriel
Le laplacien d'un champ de vecteurs {\displaystyle {\vec {A}}} est un vecteur défini par le laplacien scalaire de chacune des composantes du champ vectoriel, ainsi en coordonnées cartésiennes, il est défini par :
Le laplacien vectoriel est présent : 
- dans l'équation de Poisson pour les versions vectorielles,
- en mécanique des fluides visqueux où il apparait dans les équations de Navier-Stokes,
- dans l'équation d'onde et en particulier en électromagnétisme dans les équations de propagation d'une onde électromagnétique.

## Quelques formules différentielles
Attention : les formules suivantes sont valables à condition que certaines hypothèses soient vérifiées (la fonction scalaire dans la première formule doit être {\displaystyle {\mathcal {C}}^{2}(\Omega )}, où {\displaystyle \Omega \subset \mathbb {R} }, par exemple. De même, si {\displaystyle {\vec {f}}} désigne la fonction vectorielle concernée dans la seconde formule, il faut vérifier {\displaystyle {\vec {f}}\in {\mathcal {C}}^{2}(\Omega )}, {\displaystyle \Omega \subset \mathbb {R} ^{n}}.)
- {\displaystyle {\overrightarrow {\mathrm {rot} }}({\overrightarrow {\mathrm {grad} }})={\vec {0}}}

- {\displaystyle \mathrm {div} ({\overrightarrow {\mathrm {rot} }})=0}

- {\displaystyle {\overrightarrow {\mathrm {rot} }}({\overrightarrow {\mathrm {rot} }})={\overrightarrow {\mathrm {grad} }}(\mathrm {div} )-{\vec {\Delta }}} (appliqué à un vecteur) (rotationnel du rotationnel)

- {\displaystyle \Delta =\mathrm {div} ({\overrightarrow {\mathrm {grad} }})} (appliqué à un scalaire)

### Formules dites de Leibniz pour les produits
- {\displaystyle {\overrightarrow {\mathrm {grad} }}({\vec {X_{0}}}\cdot {\vec {B}})=({\vec {X_{0}}}\cdot {\overrightarrow {\mathrm {grad} }}){\vec {B}}+{\vec {X_{0}}}\wedge {\overrightarrow {\mathrm {rot} }}({\vec {B}})} (où {\displaystyle {\vec {X_{0}}}} est un vecteur uniforme) et évidemment :

- {\displaystyle {\overrightarrow {\mathrm {grad} }}({\vec {A}}\cdot {\vec {B}})=({\vec {A}}\cdot {\overrightarrow {\mathrm {grad} }}){\vec {B}}+{\vec {A}}\wedge {\overrightarrow {\mathrm {rot} }}{\vec {B}}+({\vec {B}}\cdot {\overrightarrow {\mathrm {grad} }}){\vec {A}}+{\vec {B}}\wedge {\overrightarrow {\mathrm {rot} }}{\vec {A}}}

- {\displaystyle {\overrightarrow {\mathrm {grad} }}({\vec {F}}\cdot {\vec {F}})=2({\vec {F}}\cdot {\overrightarrow {\mathrm {grad} }}){\vec {F}}+2{\vec {F}}\wedge ({\overrightarrow {\mathrm {rot} }}({\vec {F}}))} (dite de Bernoulli, en mécanique des fluides)

- {\displaystyle \mathrm {div} ({\vec {X_{0}}}\wedge {\vec {B}})=-{\vec {X_{0}}}\cdot {\overrightarrow {\mathrm {rot} }}({\vec {B}})} (où {\displaystyle {\vec {X_{0}}}} est un vecteur uniforme, définition intrinsèque du rotationnel)

- {\displaystyle \mathrm {div} ({\vec {A}}\wedge {\vec {B}})=-{\vec {A}}\cdot {\overrightarrow {\mathrm {rot} }}{\vec {B}}+{\vec {B}}\cdot {\overrightarrow {\mathrm {rot} }}{\vec {A}}}

- {\displaystyle {\overrightarrow {\mathrm {rot} }}({\vec {X_{0}}}\wedge {\vec {B}})={\vec {X_{0}}}\cdot \mathrm {div} {\vec {B}}-({\vec {X_{0}}}\cdot {\overrightarrow {\mathrm {grad} }}){\vec {B}}}  (où {\displaystyle {\vec {X_{0}}}} est un vecteur uniforme, par définition de l'application linéaire tangente)

- {\displaystyle {\overrightarrow {\mathrm {rot} }}({\vec {A}}\wedge {\vec {B}})={\vec {A}}\ \mathrm {div} {\vec {B}}-({\vec {A}}\cdot {\overrightarrow {\mathrm {grad} }}){\vec {B}}-{\vec {B}}\ \mathrm {div} {\vec {A}}+({\vec {B}}\cdot {\overrightarrow {\mathrm {grad} }}){\vec {A}}}

- {\displaystyle {\overrightarrow {\mathrm {grad} }}(fg)=f\cdot {\overrightarrow {\mathrm {grad} }}(g)+g\cdot {\overrightarrow {\mathrm {grad} }}(f)} (symétrique en f et g)

- {\displaystyle \mathrm {div} (\rho \cdot {\vec {V}})=\rho \cdot \mathrm {div} {\vec {V}}+{\overrightarrow {\mathrm {grad} }}(\rho )\cdot {\vec {V}}}

- {\displaystyle {\overrightarrow {\mathrm {rot} }}(\rho \cdot {\vec {V}})=\rho \cdot {\overrightarrow {\mathrm {rot} }}{\vec {V}}+{\overrightarrow {\mathrm {grad} }}(\rho )\wedge {\vec {V}}}

- {\displaystyle \Delta (f\cdot g)=f\cdot \Delta g+2{\overrightarrow {\mathrm {grad} }}(f)\cdot {\overrightarrow {\mathrm {grad} }}(g)+g\cdot \Delta f}

- {\displaystyle \mathrm {div} (f\cdot {\overrightarrow {\mathrm {grad} }}(g)-g\cdot {\overrightarrow {\mathrm {grad} }}(f))=f\Delta g-g\Delta f}

### Quelques formules utiles
- Soient f(M) et g(M) deux champs scalaires, il existe un champ de vecteurs {\displaystyle {\vec {A}}(M)} tel que : {\displaystyle {\overrightarrow {\mathrm {rot} }}{\vec {A}}={\overrightarrow {\mathrm {grad} }}f\wedge {\overrightarrow {\mathrm {grad} }}\,g}
- Le champ central {\displaystyle {\vec {OM}}={\vec {r}}} joue un rôle très important en physique. Aussi convient-il de mémoriser ces quelques évidences : 
  - son application linéaire tangente est la matrice identité (cf. la définition !),
  - donc {\displaystyle \mathrm {div} {\vec {r}}=3} et {\displaystyle {\overrightarrow {\mathrm {rot} }}({\vec {X_{0}}}\wedge {\vec {r}})=2{\vec {X_{0}}}} (où {\displaystyle {\vec {X_{0}}}} est un vecteur uniforme) et {\displaystyle {\overrightarrow {\mathrm {rot} }}({\vec {r}})={\vec {0}}}
- D'autre part {\displaystyle {\vec {X_{0}}}={\overrightarrow {\mathrm {grad} }}({\vec {X_{0}}}\cdot {\vec {r}})} (où {\displaystyle {\vec {X_{0}}}} est un vecteur uniforme).
- Et aussi :  {\displaystyle {\overrightarrow {\mathrm {grad} }}f(r)=f'(r){\vec {u}}} avec {\displaystyle {\vec {u}}={\frac {\vec {r}}{r}}}en particulier {\displaystyle {\overrightarrow {\mathrm {grad} }}(r^{2})=2{\vec {r}}} (évident car {\displaystyle d({\vec {r}}\cdot {\vec {r}})=d(r^{2})})
- {\displaystyle \Delta f(r)=f''(r)+{\frac {2}{r}}\cdot f'(r)} , sauf en {\displaystyle r=0}
- Le champ newtonien, soit {\displaystyle {\frac {\vec {r}}{r^{3}}}}, est très souvent étudié car c'est le seul champ central à divergence nulle (évident si l'on pense en termes de flux) sauf pour r=0, où elle vaut {\displaystyle 4\pi \cdot \delta (r)} ; ce résultat est le théorème de Gauss pour l'angle solide). Il en résulte que {\displaystyle \Delta (1/r)=-4\pi \cdot \delta (r)}. Donc {\displaystyle \Delta ({\vec {X_{0}}}/r)=-4\pi \cdot {\vec {X_{0}}}\cdot \delta (r)} (où {\displaystyle {\vec {X_{0}}}} est un vecteur uniforme) qui se décompose en : {\displaystyle {\overrightarrow {\mathrm {grad} }}(\mathrm {div} )({\vec {X_{0}}}/r)=-4\pi \cdot {\vec {X_{0}}}\cdot \delta (r)\cdot (1/3)}

(où {\displaystyle {\vec {X_{0}}}}est un vecteur uniforme), et
 (où {\displaystyle {\vec {X_{0}}}} est un vecteur uniforme) ce qui est moins évident (cf. moment magnétique).
- Les formules précédentes sont dites différentielles. Il convient de les associer aux formules intégrales : théorème de Stokes, théorème de flux-divergence, etc.
- Enfin, il convient de ne pas perdre de vue le caractère axial ou polaire des champs de vecteurs étudiés. Ce ne sont absolument pas les mêmes entités mathématiques !

## Expressions des opérateurs en différentes coordonnées

### Coordonnées cylindriques
{\displaystyle {\overrightarrow {\mathrm {grad} }}f={\frac {\partial f}{\partial r}}{\vec {u_{r}}}+{\frac {1}{r}}{\frac {\partial f}{\partial \theta }}{\vec {u_{\theta }}}+{\frac {\partial f}{\partial z}}{\vec {u_{z}}}}
{\displaystyle \mathrm {div} {\vec {A}}={\frac {1}{r}}{\frac {\partial }{\partial r}}\left(rA_{r}\right)+{\frac {1}{r}}{\frac {\partial A_{\theta }}{\partial \theta }}+{\frac {\partial A_{z}}{\partial z}}}
{\displaystyle {\overrightarrow {\mathrm {rot} }}({\vec {A}})=\left({\frac {1}{r}}{\frac {\partial A_{z}}{\partial \theta }}-{\frac {\partial A_{\theta }}{\partial z}}\right){\vec {u_{r}}}+\left({\frac {\partial A_{r}}{\partial z}}-{\frac {\partial A_{z}}{\partial r}}\right){\vec {u_{\theta }}}+{\frac {1}{r}}\left({\frac {\partial }{\partial r}}(rA_{\theta })-{\frac {\partial A_{r}}{\partial \theta }}\right){\vec {u_{z}}}}
{\displaystyle \Delta f={\frac {1}{r}}{\frac {\partial }{\partial r}}\left(r{\frac {\partial f}{\partial r}}\right)+{\frac {1}{r^{2}}}{\frac {\partial ^{2}f}{\partial \theta ^{2}}}+{\frac {\partial ^{2}f}{\partial z^{2}}}}

### Coordonnées sphériques
{\displaystyle {\overrightarrow {\mathrm {grad} }}f={\frac {\partial f}{\partial r}}{\vec {u_{r}}}+{\frac {1}{r}}{\frac {\partial f}{\partial \theta }}{\vec {u_{\theta }}}+{\frac {1}{r\sin \theta }}{\frac {\partial f}{\partial \varphi }}{\vec {u_{\varphi }}}}
{\displaystyle \mathrm {div} {\vec {A}}={\frac {1}{r^{2}}}{\frac {\partial }{\partial r}}(r^{2}A_{r})+{\frac {1}{r\sin \theta }}{\frac {\partial }{\partial \theta }}(\sin \theta A_{\theta })+{\frac {1}{r\sin \theta }}{\frac {\partial A_{\varphi }}{\partial \varphi }}}
{\displaystyle {\overrightarrow {\mathrm {rot} }}({\vec {A}})={\frac {1}{r\sin \theta }}\left({\frac {\partial }{\partial \theta }}(\sin \theta A_{\varphi })-{\frac {\partial A_{\theta }}{\partial \varphi }}\right){\vec {u_{r}}}+\left({\frac {1}{r\sin \theta }}{\frac {\partial A_{r}}{\partial \varphi }}-{\frac {1}{r}}{\frac {\partial }{\partial r}}(rA_{\varphi })\right){\vec {u_{\theta }}}+{\frac {1}{r}}\left({\frac {\partial }{\partial r}}(rA_{\theta })-{\frac {\partial A_{r}}{\partial \theta }}\right){\vec {u_{\varphi }}}}
{\displaystyle \Delta f={\frac {1}{r^{2}}}{\frac {\partial }{\partial r}}\left(r^{2}{\frac {\partial f}{\partial r}}\right)+{\frac {1}{r^{2}\sin \theta }}{\frac {\partial }{\partial \theta }}\left(\sin \theta {\frac {\partial f}{\partial \theta }}\right)+{\frac {1}{r^{2}\sin ^{2}\theta }}{\frac {\partial ^{2}f}{\partial \varphi ^{2}}}}